# دفترنامه درسدن

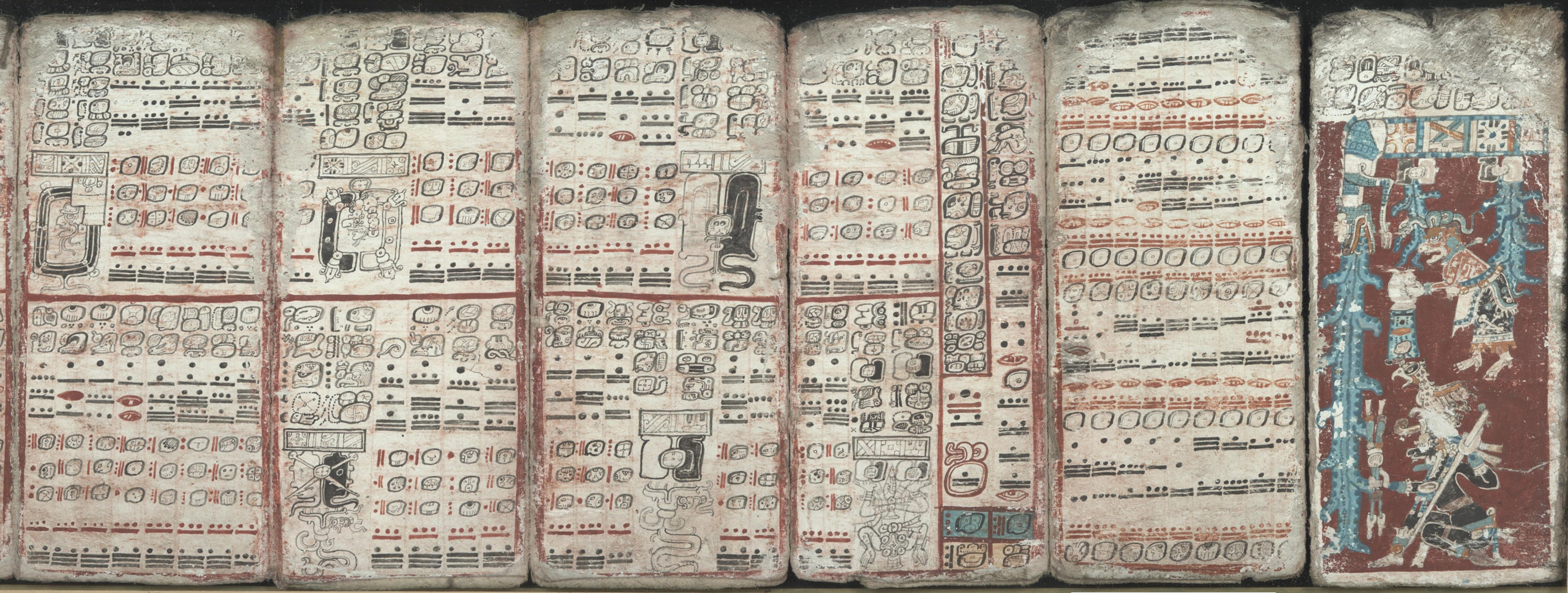
بخش‌هایی از مجموعه قوانین مایا با نام مجموعه قوانین درسدن

دفترنامه درسدن (انگلیسی: Dresden Codex) عنوان یکی از مشهورترین دفترنامه‌های مایا و بازمانده از تمدن مایا است. این دفترنامه قدیمی‌ترین کتاب‌های بازمانده در ارتباط با قارهٔ آمریکا و مربوط به سده ۱۳ تا ۱۴ میلادی است. از آنجایی که این مجموعه در شهر درسدن آلمان کشف مجدد شد، با همین عنوان مشهور گردید. دفترنامه درسدن شامل ۷۸ صفحه است و قسمت جلو و پشت آن دارای تزیینات جداگانه است. غالب صفحات در هر دو طرف دارای متن و دستنوشته هستند و بیشتر آنها حاشیه‌ای زینتی به رنگ قرمز دارند. این دفترنامه، یکی از چهار دفترنامهٔ منتسب به دفتر نامه‌های مایا است که از تفتیش عقاید اسپانیایی در بر جدید جان سالم به در برده‌است. نام انتساب داده شده به هر سه مورد از این دفتر نامه‌ها، برگرفته از مکان‌هایی است که در آنها کشف مجدد شدند. تمام این دفتر نامه‌ها تقریباً، دارای صفحات یک اندازه هستند و ارتفاع آنها در حدود ۲۰ سانتیمتر (۷٫۹ اینچ) و عرض آنها ۱۰ سانتیمتر (۳٫۹ اینچ) است.
تصاویر و حروف این مجموعه توسط هنرمندان ماهر و با استفاده از برس‌های نازک و رنگ‌های گیاهی نقاشی شده‌اند. رنگ سیاه و قرمز، جزو رنگ‌های بارز و غالب هستند که در اغلب صفحات به چشم می‌خورند. برخی صفحات دارای پیش‌زمینه‌های دقیق و محوِ سایه‌های زرد، سبز و آبی مایایی هستند. کدنویسی این مجموعه توسط هشت کاتب مختلف انجام گرفته که همگی آنها سبک نوشتن و طراحی خاص خود را داشته‌اند.

## نگارخانه

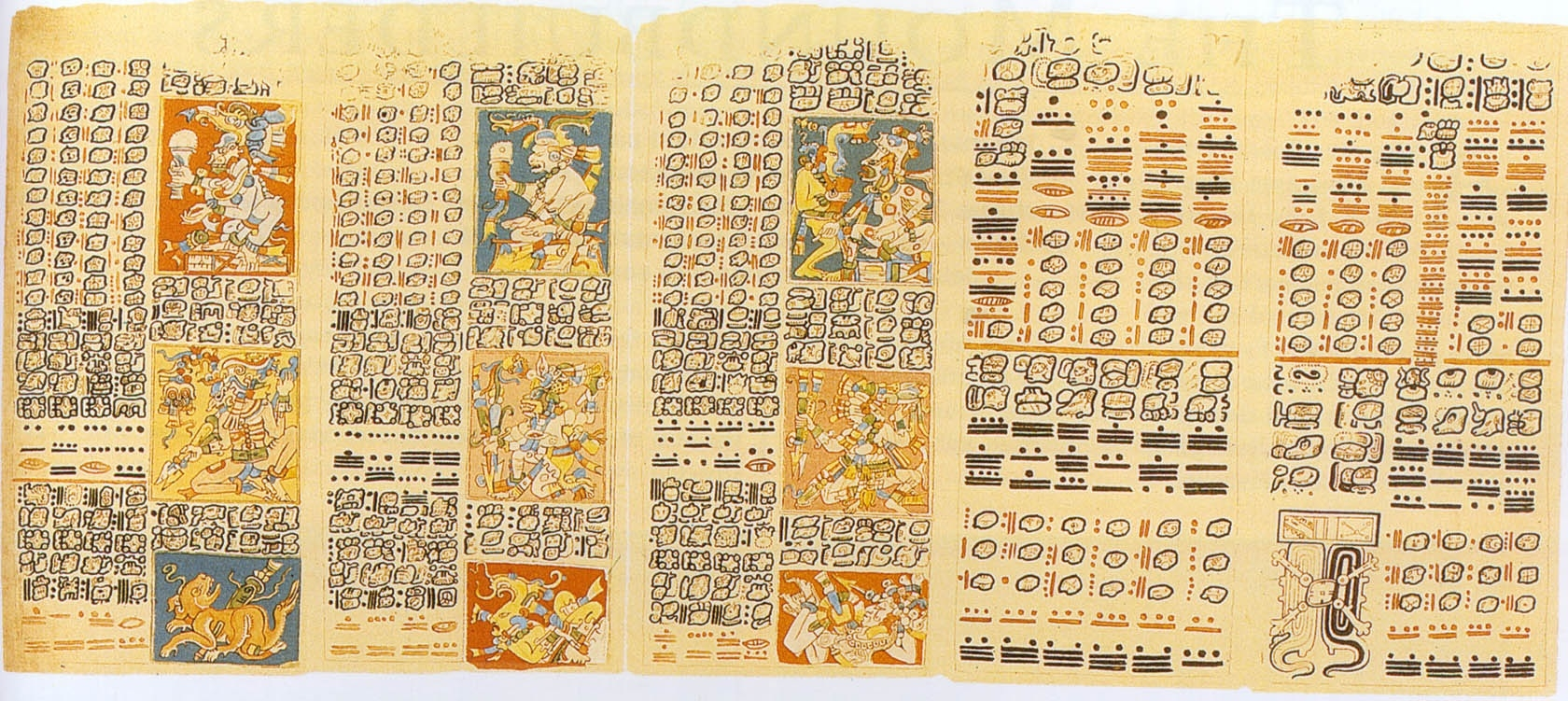